# Wake Me Up When September Ends
"Wake Me Up When September Ends" er en sang, skrevet af det amerikanske punk/rockband Green Days forsanger Billie Joe Armstrong. Det var den fjerde single fra Green Day's syvende studiealbum American Idiot. Singlen blev udgivet 13. juni 2005 og opnåede en sjetteplads i USA.[kilde mangler]
Sangen handler om Billies far Andy Armstrong, som døde i september. Da faderen skulle begraves kunne Billie ikke klare smerten og løb hjem til sit hus. Hans mor kom ind til ham på hans værelse for at trøste ham og bad ham om at komme komme ud igen, men Billie sagde "Wake me up when September ends" og det er det sangen handler om.[kilde mangler]